# Peter Benoit
Peter Leonard Leopold Benoit dit Peter Benoit (Harelbeke, 17 d'agost 1834 - Anvers, 8 de març 1901) era un compositor flamenc. El seu nom oficial era Pierre, ja que l'administració belga refusava d'inscriure noms neerlandesos. Més tard, va canviar el seu nom per Peter i sempre signa tota la seva obra amb aquest nom.

## Biografia
Son pare i un organista d'Harelbeke van donar-li la base de la seva educació musical. El 1851 va començar a estudiar la composició al conservatori de Brussel·les amb François-Joseph Fétis. El 1854 va obtenir un primer premi de composició i d'harmonia. El 1957 va obtenir el primer premi del Prix de Rome (Bèlgica) per a la seva cantata Le meurtre d'Abel, un fet que li va permetre l'any següent de fer un viatge llarg a Alemanya durant el qual va visitar Colònia, Bonn, Leipzig, Dresden, Berlín i Múnic. En aquest període va compondre moltes obres i també va escriure un assaig  L'École de musique flamande et son avenir (trad.: L'avenir de l'escola de música flamenca) en una època a la qual l'ensenyament en neerlandès si més no era prohibit, no era gaire estimulat ni subsidiat per a l'estat belga jove que els fundadors recents somiaven unilingüe i francòfon.
El 1867 va ser nomenat director de l'orquestra del teatre les Bouffes-Parisiens, Jacques Offenbach n'era aleshores el director.
En tornar a Bèlgica serà anomenat director de l'Escola Flamenca de Música d'Anvers on va tenir entre altres alumnes que més tard serien coneguts com en Frank Van der Stucken, Karel Mestdagh i en Emile Wambach, i que el 1898 va aconseguir l'estatut de conservatori. Morí el 1901 a Anvers. En la seva memòria, l'escola de música de la seva ciutat natal va batejar-se Stedelijke Muziekschool Peter Benoit.

## La música i la política d'emancipació del poble flamenc
D'acord amb l'esperit romàntic, propagat pel seu exemple Richard Wagner volia crear una música que representava l'esperit i la natura del poble flamenc. Va esdevenir així exponent del moviment europeu de nacionalisme musical, tal com Wagner a Alemanya, Sibelius a Finlàndia, Smetana a Txèquia, el Grup dels Cinc a Rússia i molts altres. Va escriure molts assajos i polèmiques nacionalistes i emancipatoris. Era convençut que l'ensenyament havia de ser en la llengua vernacular, en el seu cas doncs el neerlandès. Pensava que la millora mena per la ‘puresa’ de la natura d'un poble s'expressava enlloc millor que a les cançons populars. Per a conservar-la, va utilitzar-les a les seves composicions.
Durant tota sa vida, va obrar per a l'ensenyament en neerlandès, per a la música religiosa en la llengua vernacular, per a una òpera flamenca, per a teatres musicals populars a les petites ciutats, per a un festival i per a la col·laboració cultural amb els Països Baixos. Aquestes idees no van gaire plaure al govern i l'administració belgues que odiaven l'estat veí del qual acabaven d'escindir-se només quatre anys abans el naixement de Benoit (1830).
Benoit somiava d'una música identitari, diferent de la francesa o alemanya, un somni que no va realitzar, car les seves obres millors no són gaire més flamenques que franceses o alemanyes. Els seus oratoris més importants són De Schelde (l'Escalda) i Lucifer, aquest darrer va ser una desfeta total quan es va produir a Londres el 1888.

## Obra

### Teatre musical
- 1855 De Belgische Natie, drama líric, lletra de Jacob Kats
- 1856 Het dorp in 't gebergte, òpera, lletra de Jacob Kats
- 1859 De Elzenkoning - Le Roi des Aulnes òpera d'un acte
- 1864 Isa, òpera, lletra d'Emmanuel Hiel
- 1871 't Leven is Liefde, lletra de Johan Alfried de Laet
- 1876 Charlotte Corday, Drama líric en 5 actes, lletra d'Ernest Van der Ven
- 1876 De Pacificatie van Gent, drama líric en 5 actes, lletra d'Emiel Van Goethem
- 1879 Joncvrouw Kathelijne, teatre romàntic dramàtic, poema de Julius De Geyter
- 1886 Juicht met ons (Buls cantata), teatre popular, lletra d'Emmanuel Hiel
- 1892 Karel van Gelderland, drama líric en 5 actes, lletra de Frans Gittens
- 1893 Het Meihef, pastorale cantada en 3 actes, lletra de Julius De Meester
- 1895 Pompeïa, opera en 5 actes, lletra de Frans Gittens
- 1897 Sterftoneel van Van Blek, parlando líric per a petita orquestra, lletra de Frans Gittens

### Oratoris
- 1857 Abels moord (Le meurtre d'Abel), lletra de Clemens Wytsman, Prix de Rome
- 1865 Prometheus, lletra d'Emmanuel Hiel
- 1865 Lucifer, lletra d'Emmanuel Hiel
- 1868 De Schelde, lletra d'Emmanuel Hiel
- 1873 De Oorlog, lletra de Jan Van Beers
- 1889 De Rijn, lletra de Julius De Geyter

### Cantates
- 1857 Le Meurtre d'Abel
- 1874 De Vlaamsche Leeuw, lletra d'Edmont Van Herendael
- 1874 Feestmarsch (cantata pel teatre), lletra d'Emmanuel Hiel, a l'ocasió de la posa de la primera pedra del Teatre Flamenc d'Anvers
- 1875 De Leie, lletra d'Adolf Verriest
- 1877 Vlaanderens kunstroem (Cantata de Rubens), lletra de Julius De Geyter
- 1878 De Wereld in! (cantate per a nens), lletra de Julius De Geyter
- 1880 Hucbald, lletra de Julius De Geyter
- 1880 Breidel-marsch, lletra de Karel Victor Hippoliet de Quéker
- 1880 Triomfmarsch (El geni de la pàtria), lletra de Julius De Geyter
- 1880 De muze der geschiedenis, lletra de Julius De Geyter
- 1882 Hymnus aan de Schoonheid, lletra d'Emmanuel Hiel
- 1884 Kinderhulde aan een Dichter (Van Rijswijck-cantate), lletra de Julius De Geyter
- 1885 Feestzang (Hymnus aan de Vooruitgang), lletra de Jan Van Beers
- 1885 Domine salvum fac regem i Brabançonne,
- 1886 Treur- en triomfzang, (cantata Conscience), lletra de Victor Alexis de la Montagne
- 1887 Stichting van het Gemeentehuis te Schaarbeek, poema simfònic, lletra d'Emmanuel Hiel
- 1888 ""Homenatge al benvolgut senyor Polydoor De Keyser, Lord-Major de Londres en arribar a la seva ciutat natal de Dendermonde, lletra d'Emmanuel Hiel
- 1888 Benvinguda de la ciutat de Brussel·les al benvolgut senyor Polydoor De Keyser, Lord-Major de Londres, el 9 d'octubre 1888, lletra d'Emmanuel Hiel
- 1893 Goedheil, lletra de Constant Jacob Hansen
- 1897 Volkshulde aan een Dichter (Cantata Ledeganck), lletra de Jan Bouchery

### Música corala cappella
- 1864 Mozes op den Sinaï, Segons Alphonse de Lamartine, doble cor masculí
- 1877 Antwerpen, lletra de Frans de Cort, triple cor masculí
- 1879 Het Dietsche Bloed, lletra de Constant Jacob Hansen, cor mixt
- 1886 De Maaiers, lletra de Napoleon Destanberg, doble i triple cor masculí
- 18?? ""Aan de Goede Negen, cor masculí
- 18?? Welkom, lletra de Virginie Loveling per soprano, alto i baix

### Música religiosa
Tetralogia (1859-1863):
- 1859 Kerstmis (trad: Nadal)
- 1860 Messe solennelle
- 1862 Te Deum
- 1863 Requiem
- 1871 Drama Christi
- 1871 Onze Vader
- 1858 Ave Maria
- 18?? Kleine Mis (Missa petita)
- 1859 "32 cants llatins" (motets),
- 1871 Ave Maria, marxa d'obsequi

### Obres diverses
- Concert per a flauta i orquestra, poema simfònic, opus 43a
- Concert per a piano i orquestra, poema simfònic, opus 43b
- Le roi des aulnes
- Opgewekt, per oboè solo